# Burhan Sahyouni
Burhan Ahmed Sahyouni (Idlib, 7 aprile 1986) è un calciatore siriano, centrocampista dell'Al-Wahda e della Nazionale siriana.

## Carriera

### Club
Comincia a giocare in patria, all'Omayya Idlib. Nel 2006 passa all'Al Jaish. Nel 2011 si trasferisce in Iraq, al Dohuk. Nel 2013 passa all'Arbil. Nell'estate del 2014 torna al Dohuk. Nel gennaio del 2015 viene acquistato dal Najaf. Nell'estate del 2015 si trasferisce in Libano, all'Al-Mabarrah. Nel gennaio 2016 torna in patria, all'Al-Wahda.

### Nazionale
Ha debuttato in Nazionale l'8 ottobre 2007, in Siria-Afghanistan (3-0). Ha messo a segno la sua prima rete con la maglia della Nazionale il 17 agosto 2011, nell'amichevole Libano-Siria (2-3), in cui ha siglato la rete del momentaneo 1-1. Ha partecipato, con la Nazionale, alla Coppa d'Asia 2011.